# Oktjabr'skij (Oblast' di Arcangelo)
Oktjabr'skij (in russo Октябрьский?) è un insediamento operaio situato nell'oblast' di Arcangelo, nella Russia nord-occidentale, centro amministrativo del distretto Ust'janskij.
Si trova sul fiume Ust'ja nella parte meridionale della oblast'.